# Diplobryum
Diplobryum là một chi thực vật có hoa trong họ Podostemaceae.

## Loài
Chi Diplobryum gồm các loài: